# Lanneuffret
Lanneuffret (en bretó Lanneured) és un municipi francès, situat a la regió de Bretanya, al departament de Finisterre. L'any 2006 tenia 103 habitants.

## Demografia
| 1962                                       | 1968 | 1975 | 1982 | 1990 | 1999 |
| ------------------------------------------ | ---- | ---- | ---- | ---- | ---- |
| 122                                        | 121  | 105  | 92   | 84   | 113  |
| Des de 1962: població sense dobles comptes |      |      |      |      |      |

## Administració
| Període | Identitat  | Partit |
| ------- | ---------- | ------ |
| 2008-   | Noël Menes |        |